# Niptus abstrusus
Niptus abstrusus är en skalbaggsart som beskrevs av Theodore J. Spilman 1968. Niptus abstrusus ingår i släktet Niptus och familjen Ptinidae. Inga underarter finns listade i Catalogue of Life.